# Haujobb
Haujobb è un progetto musicale tedesco il cui contenuto è essenzialmente appartenente alla musica elettronica, dall'elettro-industrial alla IDM fino alla techno. Essi sono considerati un punto d'incontro apportando alcune forme di elettronica nel mondo della musica industriale.

## Storia
Haujobb si formò nel 1993 da Daniel Myer, Dejan Samardzic, e Björn Junemann, prendendo il nome dal film Blade Runner come la traduzione di "skin job". Hanno firmato per la Off-beat Records, che cominciò a distribuire la loro musica in Nord America via Pendragon Records.
Il 1995 vide l'uscita dalla band di Björn, e la formazione consisteva in Daniel e Dejan. Dopo che la Metropolis Records acquistò Pendragon, i due musicisti poterono far pubblicare la loro musica ad una cerchia più vasta di fan nel Nord America, rimanendo costantemente popolari in Europa nell'ambito della musica EBM Electronic body music.
Oggi, sia Daniel Myer che Dejan Samardzic registrano musica con il nome di Haujobb, e Myer ha diversi altri progetti personali, incluso l'architettura, Clear Vision e Newt. Myer, assieme alla cantante di Claire Voyant Victoria Lloyd, forma gli HMB.

## Discografia

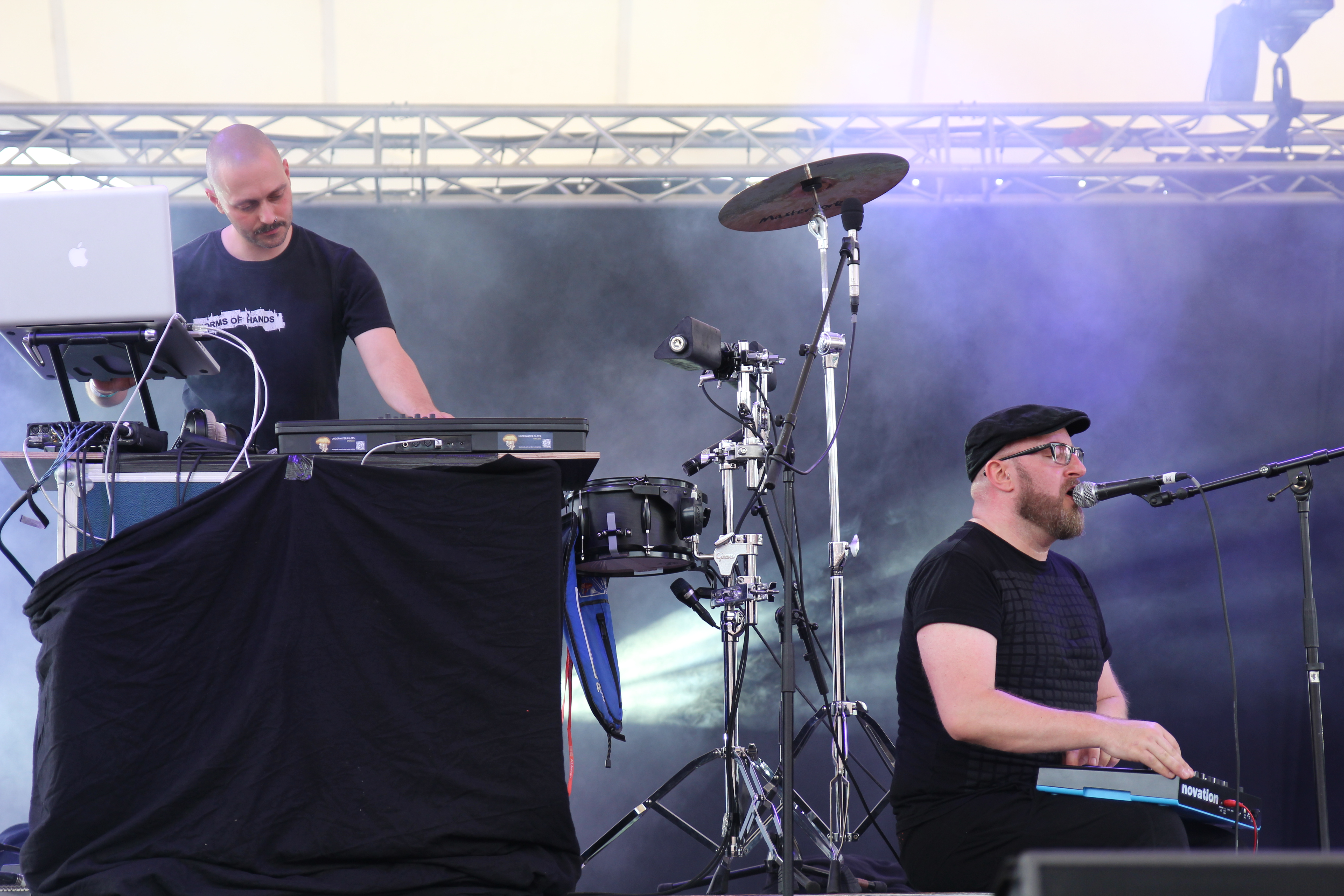
Haujobb, Blackfield Festival 2014

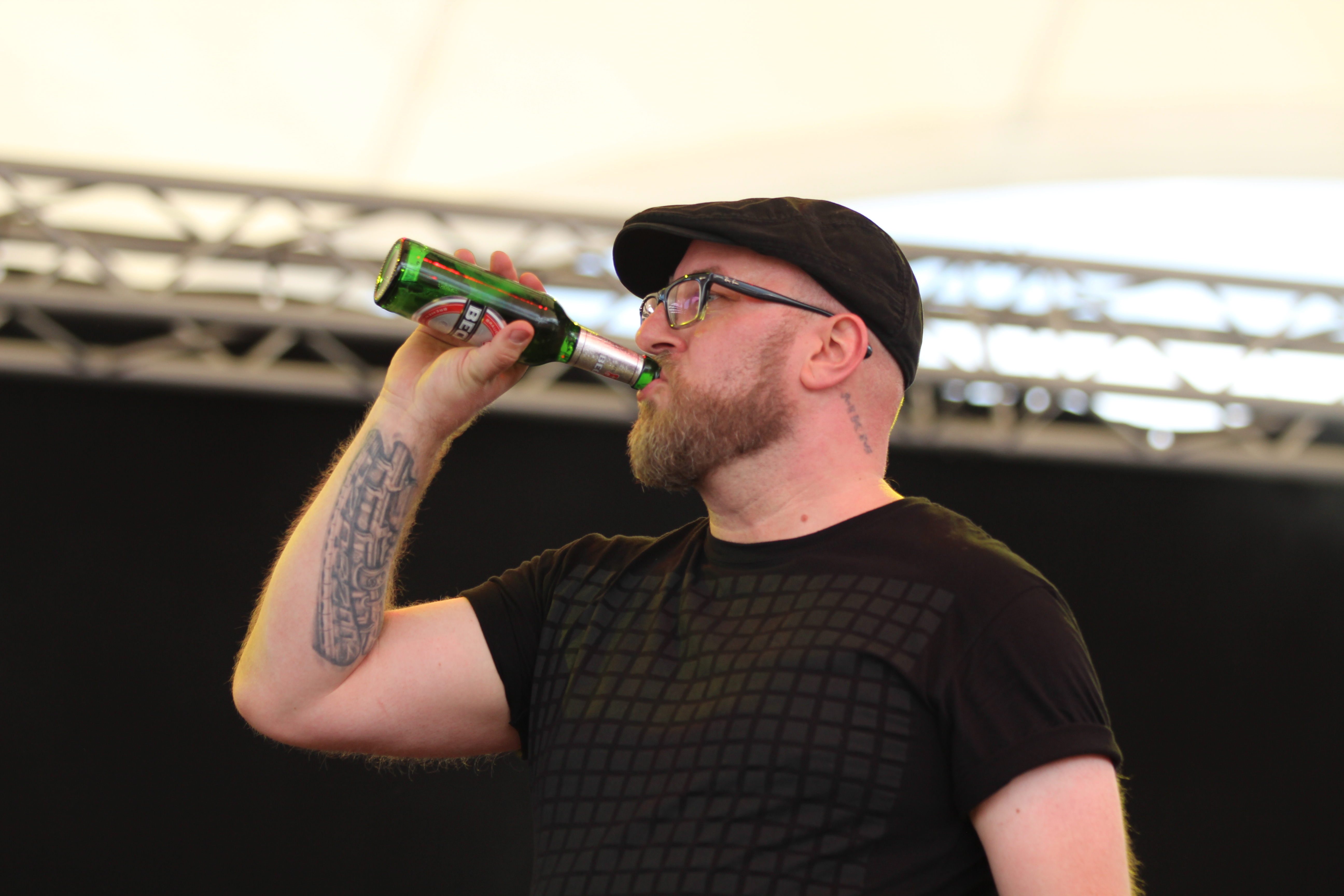
Daniel Myer

### Album in studio
- 1993 - Drift Wheeler
- 1993 - Homes and Gardens
- 1994 - Eye Over You
- 1995 - Freeze Frame Reality
- 1996 - Solutions for a Small Planet
- 1997 - Matrix
- 1999 - Ninetynine
- 1999 - Ninetynine Remixes
- 2001 - Polarity
- 2003 - Vertical Theory
- 2005 - Vertical Remixes

### Raccolte
- 1997 - From Homes to Planets

### EP
- 1995 - Frames: The Remix Album
- 1996 - Remix Wars Part One (vs. wumpscut:)
- 2002 - Penetration